# Léopold Nord et Vous
Léopold Nord et Vous est un groupe musical belge des années 1980, composé de trois frères : Alec, Benoît et Hubert Mansion.

## Biographie

### Les années 1980
Nés d'un père contrebassiste et d'une mère violoniste, les frères Mansion (trois sur les cinq que compte la fratrie) et plusieurs autres amis forment le groupe musical Léopold Nord et Vous en 1983. Le groupe connaît le succès en 1987 avec C'est l'amour qui se vend à plus d'un million d'exemplaires en France et en Belgique. Le titre se hisse jusqu'à la deuxième place du Top 50 français, où il est disque d'or.
En 1987, Alec compose la musique de Amour, amour qui représente le Luxembourg au Concours Eurovision de la chanson.
En 1988, le groupe connaît un succès moindre avec Les Hippopotamtam et en 1989 avec Des filles et du rock and roll. Le groupe finit par se séparer en 1989 et chaque membre continue sa carrière avec des fortunes diverses.

### L'après
En 1994, Benoît sort Le bonheur c'est quand tu veux. Il continue depuis une carrière de chanteur et comédien dans le paysage artistique belge.
Alec continue sa carrière en solo. En 2001, il reste 16 semaines dans l'Ultratop belge avec Cette femme est un héros. En 2007 et 2008, il participe à la tournée RFM Party 80, un spectacle musical qui rassemble des chanteurs des années 1980 ayant été en tête du Top 50. Grâce à cette tournée, en 2009, il chante, en duo avec Jean-Pierre Mader, un opus Bruxelles-Toulouse qui se classa 14e en Belgique dans le classement de ventes.
Hubert est devenu avocat et auteur. Il a publié plusieurs ouvrages, dont un consacré à l'industrie du spectacle.

## Discographie
- Microfilms
- Knokke out à Knokke le Zoute
- 1987 : C'est l'amour, BMG France- AMC records Belgique  Or
- 1988 : Les Hippopotamtam, AMC records
- 1989 : Des filles et du rock and roll, AMC records
- 1990 : Appellation d'origine, AMC records
- Leopold Nord et Vous
- Vivement demain
- Popshow
- 2008/2009 : Léopold Nord et eux, Akamusic
- Alec Mansion
  - Cette femme est un héros (2001): 6e en Belgique (et 16 semaines à l'ultratop Belgique)
  - en duo avec Jean-Pierre Mader : Bruxelles-Toulouse, Akamusic.
  - en duo avec Desireless : Tes voyages me voyagent, deuxième extrait (pour la France) de l'album : Léopold Nord... et eux.
- Benoît Mansion
  - Le bonheur c'est quand tu veux (1994).
  - Du Brésil dans les oreilles (2004).